# Kim Min-Soo
Kim Min-Soo, född den 22 januari 1975 i Seoul, Sydkorea, är en sydkoreansk judoutövare.
Han tog OS-silver i herrarnas halv tungvikt i samband med de olympiska judotävlingarna 1996 i Atlanta.